# Debra Sapenter
Debora Elaine »Debra« Sapenter (poročena Speight in Christopher, ameriška atletinja, * 27. februar 1952, Prairie View, Teksas, ZDA.
Nastopila je na olimpijskih igrah leta 1976 ter osvojila naslov olimpijske podprvakinje v štafeti 4×400 m in osmo mesto v teku na 400 m. V letih 1974 in 1975 je postala ameriška državna prvakinje v teku na 400 m.